# Paola Concia

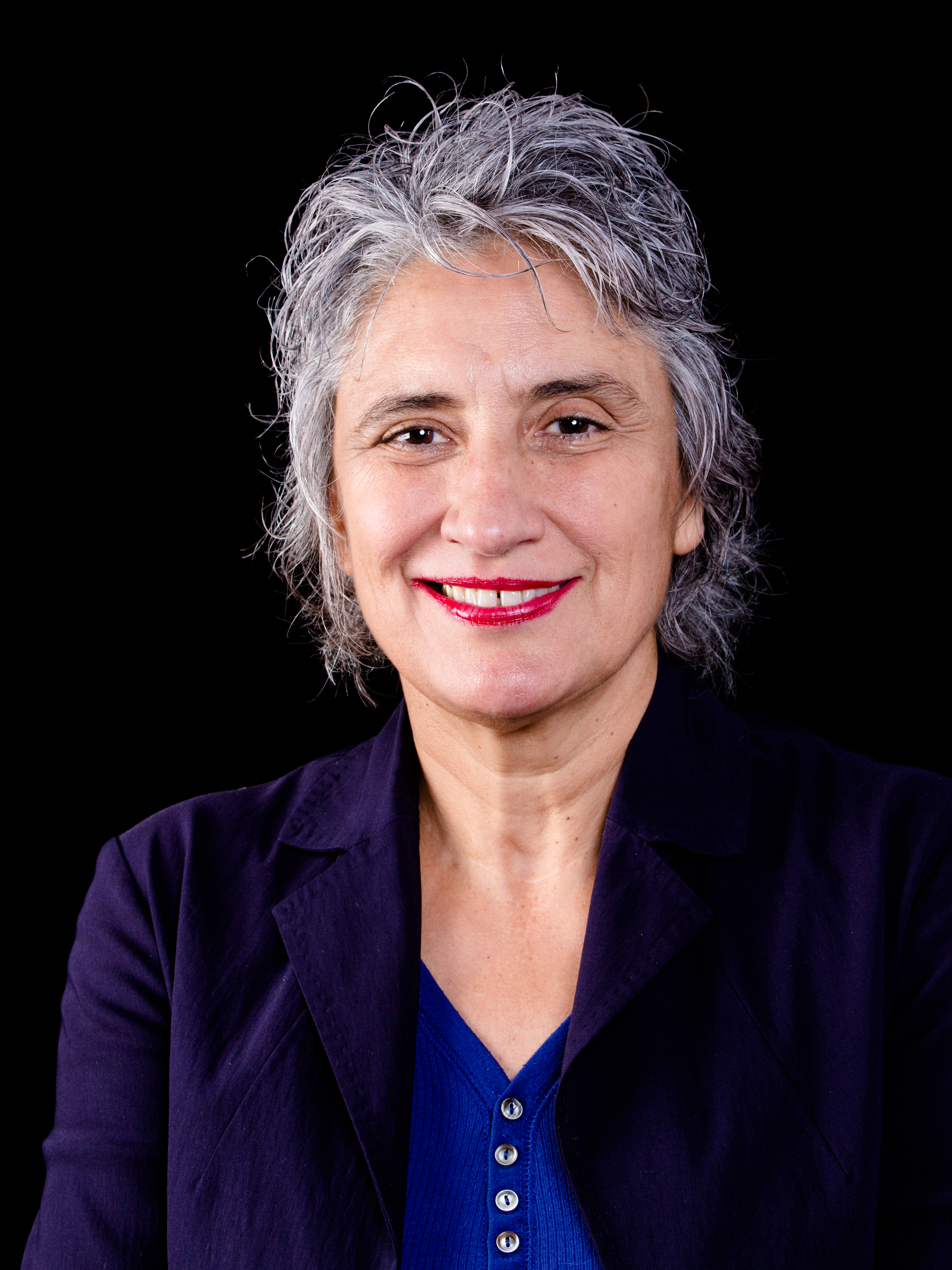
Anna Paola Concia, 2017

Anna Paola Concia (* 4. Juli 1963 in Avezzano, Provinz L’Aquila) ist eine italienische Politikerin. Sie gehörte von 2008 bis 2013 als Mitglied der Partito Democratico der italienischen Abgeordnetenkammer an.

## Leben
Concia studierte Sport am Istituto Superiore di Educazione Fisica (ISEF) in L’Aquila. Nach ihrem Studium war sie als Fitnesstrainerin und Tennislehrerin tätig. Sie zog nach Rom und wurde in den 1980er-Jahren zunächst in der Kommunistischen Partei Italiens politisch tätig. Aus dieser gingen 1991 die Democratici di Sinistra (Linksdemokraten) und 2007 die Partito Democratico hervor, der sie seither angehört. Bei der Parlamentswahl 2008 wurde Concia in die Camera dei deputati gewählt und gehörte dort dem Rechtsausschuss an.
Bei der Parlamentswahl 2013 kandidierte sie für den Senat, verpasste aber auf Listenplatz drei ihrer Partei in Abruzzen den Einzug und schied folglich aus dem Parlament aus. Anschließend war sie bei der italienischen Außenhandelskammer für Deutschland (ITKAM) in Frankfurt tätig. Im Jahr 2015 wurde sie in den Aufsichtsrat von Firenze Fiera berufen, der Betreibergesellschaft der stadteigenen Messe- und Kongresshallen. Von Februar 2017 bis Juli 2018 war Concia Beigeordnete (assessore) der Stadt Florenz für internationale Beziehungen, Messen, Stadtmarketing und Tourismus.
Concia ging 2011 mit der deutschen Kriminologin Ricarda Trautmann in Frankfurt eine eingetragene Lebenspartnerschaft ein. In Italien gab es zu der Zeit kein vergleichbares Rechtsinstitut, weshalb das Tribunale di Roma dem Paar die Anerkennung verweigerte. Seit 2016 ist die gleichgeschlechtliche Lebenspartnerschaft auch in Italien gesetzlich anerkannt.